# Rebecca Lyne
Rebecca Lyne, född den 4 juli 1982 i Sheffield, är en brittisk friidrottare som tävlar i medeldistanslöpning.
Lyne deltog vid EM i Göteborg 2006 där hon slutade på en tredje plats på 800 meter med tiden 1.58,45. Hon deltog även vid IAAF World Athletics Final 2006 där hon slutade på en femte plats.

## Personligt rekord
- 800 meter - 1.58,80